# ELK1
ELK1（ETS like 1）は、ヒトではELK1遺伝子によってコードされているタンパク質である。ELK1は転写アクチベーターとして機能する。ETSファミリーの下位分類であるTCF（ternary complex factor）サブファミリーに分類され、このファミリーは標的DNA配列への結合を調節する共通したドメインの存在によって特徴づけられる。ELK1は、長期記憶の形成、薬物依存、アルツハイマー病、ダウン症候群、乳がん、抑うつなど、さまざまな状況下で重要な役割を果たしている。

## 構造

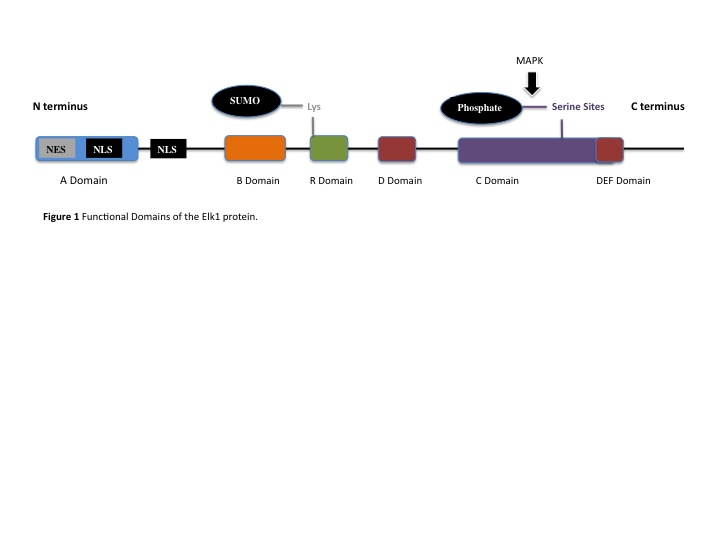
ELK1のドメイン構造

ELK1はいくつかのドメインから構成される。N末端領域に位置するAドメインは、DNAへの結合に必要である。この領域には核局在化シグナル（NLS）や核外搬出シグナル（NES）も含まれており、それぞれ核への移行と核からの搬出を担っている。Bドメインは、二量体化のコファクターである血清応答因子（SRF）との結合を可能にする。Bドメインに近接して位置するRドメインは、ELK1の転写活性の抑制に関与している。このドメイン内のリジン残基はSUMO化を受けている可能性が高く、この翻訳後修飾によってRドメインの阻害機能は強化される。Dドメインは、活性型MAPKへの結合に重要な役割を果たしている。C末端領域に位置するCドメインには、MAPKによってリン酸化されるアミノ酸残基が含まれている。この領域内では、セリン383番と389番がELK1を介した転写を起こすためにリン酸化が必要な重要部位となっている。最後に、DEFドメインはMAPKの一種であるERKとの特異的相互作用を行う領域である。

## 発現
ELK1は転写因子として機能するため、神経細胞以外では核内に発現している。成熟した神経細胞では、このタンパク質は核と共に細胞質にも存在している。分裂期を終えた神経細胞では、sELK1と呼ばれるバリアントが核内にのみ発現している。このバリアントは全長タンパク質に存在するNESを欠いている。ELK1は幅広く発現しているが、その発現レベルは組織によって異なる。一例としてラットの脳にElk1は非常に豊富に存在するが、ほぼ神経細胞にのみ発現している。

## スプライスバリアント
ELK1遺伝子からは全長タンパク質以外にも、∆ELK1、sELK1と呼ばれる短いタンパク質も産生される。∆ELK1は選択的スプライシングによって生み出され、SRFとの相互作用を可能にするDNA結合ドメインの一部を欠いている。一方、sELK1はSRFとの結合を担う領域は完全であるが、NESを含む最初の54アミノ酸を欠いている。sELK1は神経細胞にのみ存在し、ORF内部の翻訳開始部位を利用することで形成される。∆ELK1とsELK1はどちらも全長タンパク質が切り詰められたタンパク質であり、DNA結合やさまざまな細胞シグナルの誘導が可能である。神経分化においてsELK1はELK1に対抗し、NGF/ERKシグナルを調節する。

## シグナル伝達

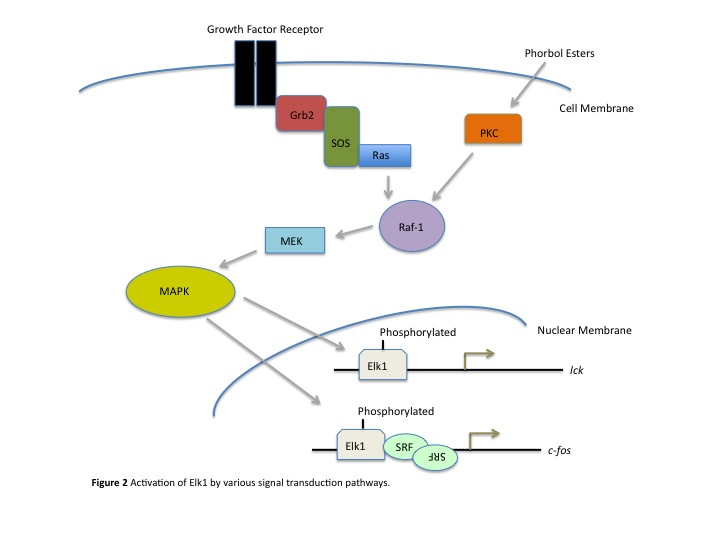
ELK1の活性化をもたらすシグナル伝達経路

ELK1の下流の標的は、FOS遺伝子の血清応答エレメント（serum response element; SRE）である。FOS遺伝子にコードされるFOSタンパク質の産生を引き起こすためには、MAPKによるELK1のC末端領域のリン酸化が必要である。MAPKは細胞膜で開始されるシグナル伝達経路の最終のエフェクターであり、MAPKによるリン酸化はELK1のコンフォメーション変化を引き起こす。MAPKの上流で作用するRafキナーゼは、MEKまたはMAPK/ERKをリン酸化して活性化する。Raf自身はRasによって活性化され、RasはGRB2とSosを介してチロシンキナーゼ活性を有する成長因子受容体と関連づけられている。GRB2とSosは成長因子が対応する受容体に結合した後にのみ、Rasを刺激する。一方でRafの活性化はRasのみに依存しているのではなく、ホルボールエステルによって活性化されるプロテインキナーゼCもRasと同様の機能を果たすことができる。またMEKキナーゼもMEKを活性化し、その後MAPKを活性化するため、Rafが不必要になる場合もある。このように、さまざまなシグナル伝達経路がMEKやMAPKに集約され、ELK1の活性化をもたらす。ELK1の刺激後には、ELK1をFOSのプロモーターへの結合を可能にするSRFのリクルートが必要である。ELK1のSRFへの結合は、ELK1のBドメインとSRFとのタンパク質間相互作用、そしてAドメインを介したタンパク質-DNA間相互作用によって行われる。
上述したタンパク質群は、特定のシグナル出力のためのレシピのようなものである。これら構成要素の1つ、例えばSRFが欠けた場合には、異なる出力が生じる。このケースでは、SRFの欠損によってELK1による他の遺伝子の活性化が引き起こされる。一例としてELK1はSRF非依存的にLCK遺伝子に結合し、活性を示す。また、SREとELK1結合部位との間隔や相対的配向は柔軟であるため、SREによって調節されるFOS以外の最初期遺伝子もELK1の標的となっている可能性がある。EGR1は、SREとの相互作用に依存したELK1の標的の一例である。
シグナル伝達の研究においては、下流の標的の活性化に利用される各構成要素の重要性が変異導入によって浮き彫りとなる場合がある。例えば、MAPKによってリン酸化されるC末端ドメインの破壊によって、FOSの活性化の阻害が引き起こされる。同様に、通常はELK1をSREにつなぎとめる役割を果たしているSRFの機能不全によって、FOSの転写は生じなくなる。またELK1が存在しない場合、SRFはMAPKによる刺激後もFOSの転写を誘導することができない。このように、ELK1はシグナル伝達経路と遺伝子転写の開始を関連づける必要不可欠な役割を果たしている。

## 臨床的意義

### 長期記憶
長期記憶の形成はELK1に依存している可能性がある。MEK阻害薬はELK1のリン酸化を遮断し、その結果として後天的な味覚嫌悪学習が損なわれる。さらに、嫌悪刺激を防止する特定の応答の学習を伴う回避学習は、海馬におけるERK、ELK1、FOSの活性化の明確な増加と相関している。海馬は短期・長期の情報記憶に関与する脳領域である。ラットの海馬においてELK1またはSRFのDNA結合を遮断した際には、SRFを隔離した場合にのみ長期空間記憶への干渉がみられる。すなわちELK1のDNAとの相互作用は記憶形成に必要不可欠ではない可能性があるが、ELK1の活性化はDNAへの結合を必要としない他の分子イベントの引き金となっている場合があるため、その特異的役割に関してはさらなる研究が必要である。例えばELK1はヒストンのリン酸化、SRFとの相互作用の増大、基本転写因子のリクルートに関与しており、これらの過程は全てELK1のDNAへの直接的結合を必要としない。

### 薬物依存
ELK1の活性化は薬物依存に中心的役割を果たしている。マウスではコカインの投与後に、線条体で強力かつ一過的なERKとElk1の高リン酸化状態が観察される。その後MEK阻害薬が投与されると、Elk1のリン酸化はみられなくなる。活性化型Elk1が存在しない場合、c-Fosの産生やコカイン誘発性の条件付け場所嗜好性が遮断されることが示されている。さらに、エタノールの急性摂取は扁桃体におけるElk1の過剰なリン酸化をもたらす。また、Elk1活性のサイレンシングはオピオイドの離脱シグナルや長期治療に対する細胞応答を低減することも示されている。これらの結果は、ELK1が薬物依存における重要な構成要素であることを浮き彫りにしている。

### 病態生理
アミロイドβ（Aβ）の蓄積は、アルツハイマー病の原因もしくは引き金となることが示されている。AβはBDNFによって誘導されるELK1のリン酸化に干渉する。この経路によるELK1の活性化が妨げられた場合、SREを介して駆動される遺伝子調節によって神経細胞の脆弱性の増大がもたらされる。ELK1はアミロイドβ前駆体タンパク質（APP）に対して行われる逐次的プロセシングの最終段階に必要なプレセニリン1（PS1）の転写も阻害する。この最終段階の切断によってアミロイド原性の高いAβ42/43が形成され、またPS1は家族性アルツハイマー病の最も早発性の症例と遺伝的に関連している。これらのデータは、Aβ、ELK1、そしてPS1との興味深い関連性を強調している。
ELK1はダウン症候群とも関連している。マウスモデルでは胎児と老齢マウスの双方において、Elk1に対する主要なホスファターゼであるカルシニューリンの活性低下が示されている。これらのマウスでは、加齢依存的なERK活性化の変化も観察される。さらに、ELK1の活性を抑制するSUMO3の発現もダウン症成人患者では増加している。このように、ダウン症候群はERK、カルシニューリン、SUMO経路と関係しており、これらはすべてELK1活性に対して拮抗的に作用する。
ELK1はBRCA1のスプライスバリアント、すなわちBRAC1a、BRCA1bとも相互作用する。この相互作用はBRCA1を介した乳がん細胞の成長抑制作用を高める。ELK1は成長制御経路においてBRCA1の下流の標的である可能性がある。BRCA1aをトランスフェクションした乳がん細胞ではFOSのプロモーター活性が阻害され、またBRCA1a/1bの過剰発現はMEKを介したSREの活性化を低下させる。これらの結果は、BRCA1a/1bによる成長抑制や腫瘍抑制の機構の1つとして、FOSなどのELK1の下流の標的遺伝子の発現抑制を介した作用があることを示している。
抑うつはELK1と関連づけられている。自殺者の剖検試料では、海馬や前頭前野においてERKを介したELK1のリン酸化の低下が観察されている。ERKシグナルのバランスの異常は抑うつや自殺行動と相関している。今後の研究により、抑うつの病理におけるELK1の正確な役割が明らかにされることが期待される。